# Magda Goebbels
Johanna Maria Magdalena (Magda) Goebbels (Berlijn, 11 november 1901 – aldaar, 1 mei 1945) was een Duitse nationaalsocialiste. Ze was de vrouw van Joseph Goebbels, de Duitse minister van propaganda tijdens het bewind van nazi-Duitsland.

## Jeugd
Magda's oorspronkelijke achternaam was Behrend, de geboortenaam van haar ongehuwde moeder Auguste. Haar biologische vader zou de ingenieur Oskar Ritschel zijn. Toen haar moeder in 1908 trouwde met Richard Friedländer kreeg Magda zijn achternaam. Friedländer was een jood en stierf in 1939 in het Buchenwald concentratiekamp. Richard heeft Magda grootgebracht, maar toen hij Magda om hulp vroeg tijdens de Jodenvervolging, weigerde zij daarop in te gaan. Met haar medeweten is hij opgepakt en afgevoerd naar een concentratiekamp. In 2016 werd bekend dat Friedländer mogelijk Magda's biologische vader kon zijn geweest.
Tussen 1905 en 1914, tot de uitbraak van de Eerste Wereldoorlog, woonde ze in België. Door haar biologische vader werd ze ingeschreven in de strenge katholieke meisjesschool van Tildonk. Later liep ze school bij de ursulinen op de Sint Ursula meisjesschool in Onze-Lieve-Vrouw-Waver, vaak vermeld als zijnde in Vilvoorde, terwijl ze met haar moeder en stiefvader tussen 1905 en 1914 in de Generaal Eisenhowerlaan in Schaarbeek woonde.  Tijdens haar schooltijd in Berlijn, omstreeks 1918, had Magda Friedländer een relatie met Haim Arlosoroff, een van de leiders van de Joodse gemeenschap in Palestina. Zo groeide Magda in een joods milieu op. Haim is in 1933 naar Berlijn getrokken toen Magda daar woonde, maar heeft haar niet kunnen ontmoeten en hij verliet Berlijn. Een maand later werd hij in Tel Aviv vermoord.

## Eerste huwelijk
Toen Magda zich verloofde met de rijke grootindustrieel Günther Quandt, moest ze opnieuw haar achternaam veranderen, want Quandts streng protestantse familie accepteerde niet iemand met een joodse achternaam. Ze nam toen de achternaam van haar vermeende biologische vader Ritschel aan. Op 4 januari 1921 trouwde Magda met Günther. Op 1 november van dat jaar werd Harald Quandt geboren. Het huwelijk werd in 1929 ontbonden.

## Tweede huwelijk
Op 19 december 1931 trouwde Magda met Joseph Goebbels. Een van de getuigen was Adolf Hitler. Ze kregen zes kinderen: Helga (1932), Hildegard (1934), Helmut (1935), Holdine (1937), Hedwig (1938) en Heidrun (1940). De naam van elk kind begint met de letter h van Hitler, omdat Hitler voor haar een god was. Magda had ook twee affaires, met Kurt Ludecke en met Karl Hanke. Hetzelfde gold voor Joseph Goebbels die ook meerdere affaires had zoals met de Tsjechische actrice Lída Baarová.

## Het einde
Tegen het einde van de Tweede Wereldoorlog, terwijl de Russen oprukten naar Berlijn, zat ze met haar gezin bij Adolf Hitler in de Führerbunker. Op 1 mei 1945 volgde het gezin Goebbels de Führer in de dood. Helmut Gustav Kunz, assistent van de hoofdarts van de gezondheidsdienst, gaf de zes kinderen een flinke dosis morfine. Toen de kinderen gedrogeerd waren, brak Ludwig Stumpfegger, Hitlers persoonlijke arts, een blauwzuurcapsule in de mond van ieder kind.
Later die avond pleegde Magda samen met haar man in de tuin van de Rijkskanselarij zelfmoord door middel van een blauwzuurcapsule. Een SS'er had de opdracht gekregen ook twee kogels in ieder lichaam te schieten, zodat het zeker was dat ze dood waren. Hierna werden de lichamen verbrand, maar door de te geringe hoeveelheid benzine waren de lichamen nadien nog goed te herkennen.

## Eretekens
- Gouden Ereteken van de NSDAP[9]  op 30 januari 1943[10]
- Moederkruis, 2e Klasse (zilver)